# Bolívar (Bundesstaat)
Bolívar ist der flächenmäßig größte Bundesstaat Venezuelas mit einem Anteil von etwa 26 Prozent an der Gesamtfläche des Landes.
Die Hauptstadt dieses Bundesstaates ist Ciudad Bolívar.
Sowohl Staat als auch Hauptstadt sind – ebenso wie viele andere Orte und Einrichtungen in Venezuela und Südamerika – nach dem Nationalhelden Simón Bolívar benannt.

## Wichtigste Städte
- Caicara del Orinoco
- Ciudad Bolívar
- Ciudad Guayana
- Ciudad Píar
- El Callao
- Maripa
- Santa Elena de Uairén
- Tumeremo
- Upata

## Verwaltungsgliederung
Der Staat setzt sich aus elf Bezirken (Municipios) zusammen, die auf der untersten Ebene in 47 parroquias gegliedert werden:
| Bezirk            | Hauptstadt            |
| ----------------- | --------------------- |
| Caroní            | Ciudad Guayana        |
| Cedeño            | Caicara del Orinoco   |
| El Callao         | El Callao             |
| Gran Sabana       | Santa Elena de Uairén |
| Heres             | Ciudad Bolívar        |
| Padre Pedro Chien | El Palmar             |
| Piar              | Upata                 |
| Raúl Leoni        | Ciudad Piar           |
| Roscio            | Guasipati             |
| Sifontes          | Tumeremo              |
| Sucre             | Maripa                |

| Bolívar nach Municipios |
| --- |
| Brasilien Guayana Esequiba Amazonas Apure Guárico Anzoátegui Delta Amacuro Angostura Caroní Chien Cedeño El Callao Gran Sabana Heres Piar Roscio Sifontes Sucre |
| |

## Geographie
Im Westen und Norden wird der Staat fast durchgängig vom Orinoco begrenzt, an dem auch die beiden größten Städte Ciudad Bolívar und Ciudad Guayana liegen. Weitere große Flüsse sind der Río Caroní und der Río Caura, beide Zuflüsse des Orinoco. Am Río Caroní befindet sich der Guri-Stausee, der siebtgrößte Stausee der Erde.
Entlang des Orinocos wird Landwirtschaft und Viehzucht betrieben, der Westen und Südwesten von Bolívar sind kaum bewohnt und von dichten Feucht- und Nebelwäldern geprägt.
Der Osten und Südosten sind geprägt vom Bergland von Guayana, einer der ältesten geologischen Formationen der Welt, die insbesondere für ihre Tafelberge (Tepuis) bekannt ist und in den tieferen Lagen von Savannen und Graslandschaften sowie tropischem Regenwald bestimmt wird. Ein großer Teil ist durch den Nationalpark Canaima geschützt, der von der UNESCO zum Weltnaturerbe ernannt wurde.

## Sehenswürdigkeiten

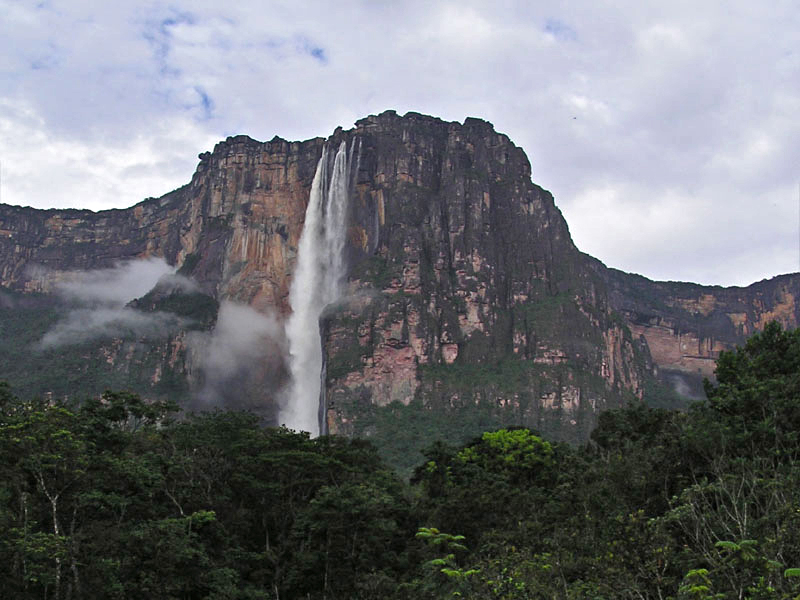
Salto Ángel

- Ciudad Bolívar mit der kolonialen Innenstadt
- Gran Sabana mit den charakteristischen Tepuis (Tafelbergen)
- Nationalpark Canaima (Weltnaturerbe) mit Salto Ángel, dem höchsten Wasserfall der Welt